# All Shook Up (álbum)
All Shook Up es un álbum de estudio de la banda de rock estadounidense Cheap Trick, producido por George Martin (The Beatles) el 24 de octubre de 1980.

## Lista de canciones
Todas las canciones fueron escritas por Rick Nielsen, excepto donde se indica.
1. "Stop This Game"  (Nielsen, Robin Zander) - 3:57
2. "Just Got Back" - 2:05
3. "Baby Loves to Rock" - 3:17
4. "Can't Stop It but I'm Gonna Try" - 3:31
5. "World's Greatest Lover" - 4:52
6. "High Priest of Rhythmic Noise" - 4:13
7. "Love Comes a-Tumblin' Down" - 3:08
8. "I Love You Honey but I Hate Your Friends" - 3:50
9. "Go for the Throat (Use Your Own Imagination)" - 3:04
10. "Who D'King" (Nielsen, Bun E. Carlos) - 2:18

## Créditos
- Robin Zander - voz, guitarra rítmica
- Rick Nielsen - guitarras, coros
- Tom Petersson - bajo, coros
- Bun E. Carlos - batería, percusión

## Listas
| Lista (1980)   | Posición | Semanas |
| -------------- | -------- | ------- |
| Canadá         | 30       | 5       |
| Estados Unidos | 24       | 4       |